# Turkusowe zarządzanie
Turkusowe zarządzanie – pojęcie charakteryzujące model zarządzania, w którym stopień świadomości zarządzania organizacją jest najbardziej zdecentralizowany i równy u wszystkich członków organizacji.

## Opis
Koncepcja turkusowego zarządzania została zaproponowana i spopularyzowana w 2014 roku przez belgijskiego autora Frederica Laloux. Twórca tej teorii wyróżnił pięć modeli zarządzania, nadając każdemu z nich symboliczny kolor i porządkując je od najbardziej autorytarnych (czerwony) do najbardziej demokratycznych (turkus). Wyodrębnione style to: czerwony, bursztynowy, pomarańczowy, zielony i turkusowy.
Ustrój ten został nazwany przez Andrzeja Bliklego „demokracją partnerską”, co jest centralną cechą organizacji turkusowych. Paradygmat ten odrzuca zasadę: prowizji, premii, hierarchicznej struktury kierowniczej, wydawania poleceń, współzawodnictwa i okresowych rozmów oceniających. W zamian za to opiera się na warunkach wolności, zaufania, partnerstwa i współpracy.
Decyzje w turkusowej organizacji są podejmowane przez osoby znające temat i mające ku temu predyspozycje, często po zasięgnięciu opinii innych, a reszta zespołu ma do nich zaufanie. Zarządzanie turkusowe porzuca planowanie i budżetowanie na rzecz prognozowania. Opiera się na paradygmacie organizowania pracy zespołowej, która będzie dawała każdemu poczucie sensu życia, pozwalała na rozwój, oferowała przestrzeń dla kreatywności i innowacyjności.

## Filary turkusowego zarządzania
Koncepcja turkusowego zarządzania opiera się na trzech filarach. Są to: 
1. samozarządzanie,
2. dążenie do pełni,
3. cel ewolucyjny[3].

### Samozarządzanie
Organizacje turkusowe są w stanie działać nawet na dużą skalę z systemem opartym na wzajemnych relacjach, bez konieczności stosowania hierarchii lub konsensusu.

### Dążenie do pełni
Organizacje turkusowe wypracowały spójny zestaw praktyk, które mają skłonić pracowników do zastanowienia się nad tym, co daje im wewnętrzne poczucie spełnienia i jak mogą to wyrazić będąc częścią danej organizacji.

### Cel ewolucyjny
Organizacje turkusowe mają własne poczucie kierunku. Zamiast próbować przewidywać i kontrolować przyszłość, członkowie organizacji są zapraszani do słuchania i zrozumienia, czym organizacja chce się stać i jakiemu celowi chce służyć.

## Struktura organizacji
W turkusowych organizacjach zespół dzieli się zadaniami, przydzielając każdej osobie określoną część zlecenia. Aby cała grupa mogła osiągnąć swój cel, należy opracować odpowiedni system komunikacji, ponieważ przydzielone zadania często zależą od siebie nawzajem. W strukturze sieciowej nikt nie ma przewagi, jest ona elastyczna i często zmienia się w zależności od projektu.

## Paradygmaty
Budowanie turkusowej organizacji opiera się na pracy nad trzema dopełniającymi się paradygmatami:
- turkusowa cywilizacja pracy,
- turkusowa struktura organizacji,
- turkusowa kultura jakości.

## Szanse i zagrożenia
Turkusowe organizacje radzą sobie w biznesie tak samo dobrze, a w niektórych przypadkach nawet lepiej niż firmy zarządzane w tradycyjny sposób. Za szanse postrzega się elastyczne warunki pracy oraz szybki rozwój osobisty pracowników. Koncepcja turkusowego zarządzania stawia zatem pod znakiem zapytania znaczenie lidera i przywództwa w organizacji. Za zagrożenia uznaje się brak poczucia odpowiedzialności za działania jako indywidualnej jednostki, brak uporządkowanej struktury oraz wizji rozwoju firmy. To z kolei może prowadzić do nieładu, a także stwarzać problemy z weryfikowaniem wyników pracy.